# Friapaci de Pàrtia
Friapaci (grec: Φριαπάτιος; llatí: Phriapatius), també conegut com a Priapaci (grec: Πριαπάτιος; llatí: Priapatius) o Friàpites (en part: 𐭐𐭓𐭉𐭐𐭕 'Friyapāt') va ser un rei arsàcida de Pàrtia de l'any 196 aC al 181 aC, i va succeir al seu pare Artaban I.
Durant el seu regnat, i després de la derrota selèucida a Magnèsia del Sípil (189), Pàrtia es va convertir en un estat independent.
Va morir l'any 181 aC i el va succeir el seu germà Fraates I. Va ser el pare de tres reis dels Arsàcides: Artaban II, Mitridates I i Fraates I.